# Antonio Lobato

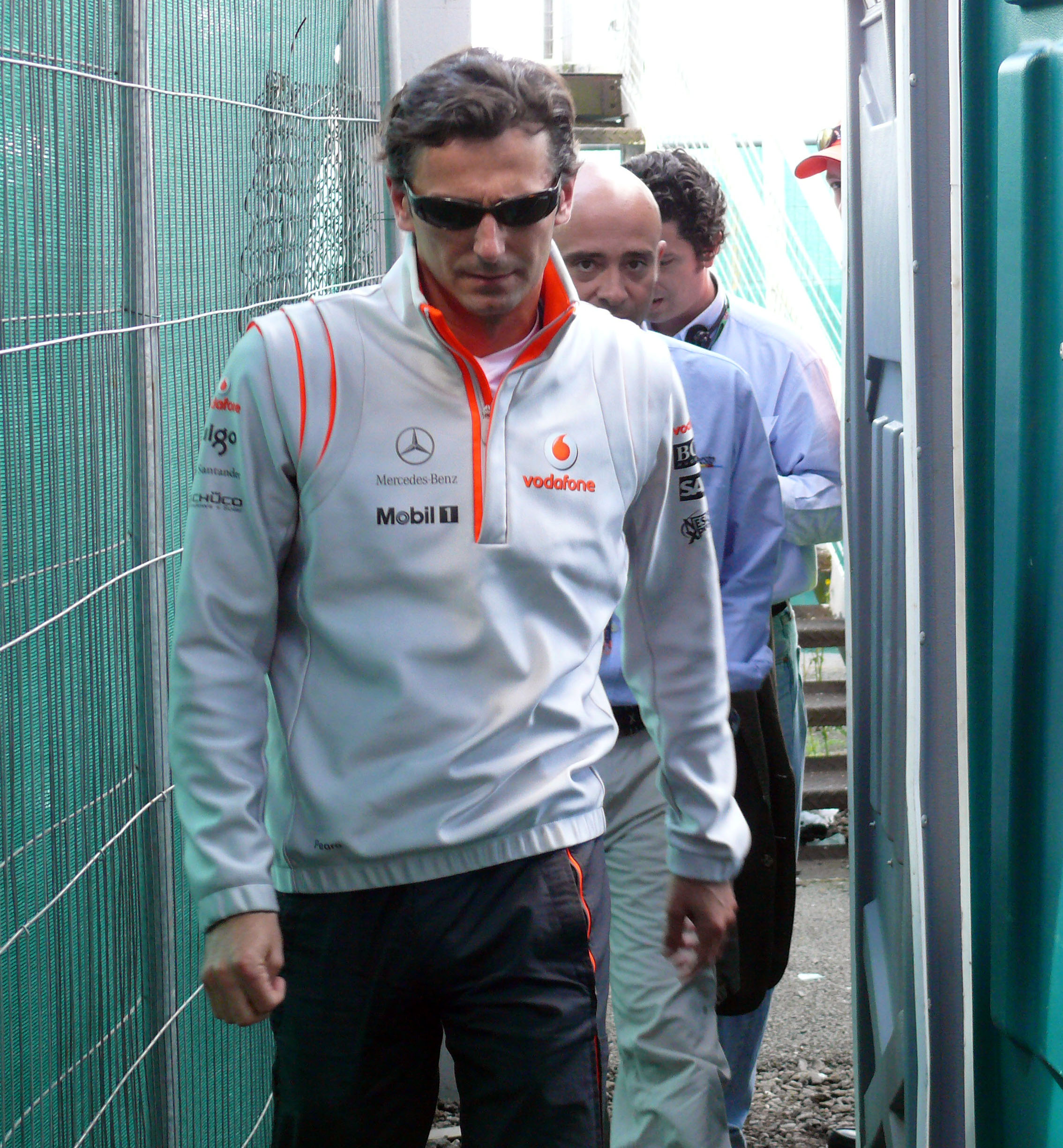
Antonio Lobato detrás de Pedro de la Rosa

Antonio Lobato Porras (Oviedo, Asturias, España; 7 de septiembre de 1965) es un periodista deportivo y presentador de televisión español. Es especialmente conocido por sus retransmisiones televisivas de la Fórmula 1 en España en diversas cadenas.

## Biografía
Nacido en Oviedo, se licenció en Ciencias de la información en Madrid. Comenzó su carrera profesional en 1987, en la sección de deportes del diario ABC. Después continuó en la radio, trabajando como cronista deportivo, cubriendo acontecimientos deportivos como los JJ.OO de Barcelona 92 o varias ediciones de la Vuelta ciclista a España. Pasó por Radio España y luego por Onda Cero. De forma paralela a su trabajo en esta última emisora, debutó en televisión en 1991, como colaborador del programa deportivo Campeones de Telecinco.
Después de tres años en Onda Cero, en octubre de 1994 abandonó la radio para incorporarse a la redacción de deportes de Informativos Telecinco. En enero de 1997 pasó a presentar la información deportiva en la edición del mediodía de Informativos Telecinco y en 1999 fue nombrado subdirector de deportes de la cadena.
En 2001, pasó a presentar La tertulia deportiva, espacio de debate deportivo emitido diariamente después del informativo vespertino.
En 2004, Telecinco adquirió los derechos de retransmisión de la Fórmula 1 en España y Lobato, que ya había retransmitido el Giro de Italia en 1995 para la cadena privada, fue el elegido para realizar la cobertura de las carreras. Ello daría gran popularidad al periodista, ya que pudo narrar los dos primeros títulos mundiales de un piloto español, Fernando Alonso, por primera vez en la Fórmula 1, en 2005 y 2006. La eclosión de Alonso disparó las audiencias televisivas de las retransmisiones de Telecinco, que se situaron, desde entonces, entre los programas más vistos del año en España.
Bautizado popularmente con los nombres de El calvo de Telecinco, El calvo de La Sexta y finalmente, El calvo de la Fórmula 1, se convirtió en uno de los rostros más carismáticos de la cadena privada y su carrera quedó ya unida para siempre al deporte de las cuatro ruedas. Prueba de ello, en 2006 fue elegido para presentar la retransmisión de las Campanadas de fin de año junto con Carmen Alcayde. Asimismo, en 2006 prestó su voz para el doblaje del personaje Bob Cutlass de las películas Cars y Cars 3 en España y para los videojuegos Formula One 2005 y Formula One 2006, haciendo de comentarista de las carreras. Además, ha sido miembro del jurado de los Premios Príncipe de Asturias de los Deportes desde el año 2002.
En septiembre de 2007, Telecinco reestructuró su área de información deportiva y él fue nombrado subdirector de informativos para eventos y retransmisiones deportivas de la cadena, además de seguir dirigiendo y narrando la Fórmula 1.
Desde la temporada 2009 de Fórmula 1 hasta la temporada 2011, retransmitió las carreras en La Sexta, canal que se hizo con los derechos de emisión para los siguientes cinco años y con los servicios del periodista, pero por impago, La Sexta traspasó los derechos televisivos a Antena 3.
En el Gran Premio de Hungría 2009 narra su carrera n° 100 que curiosamente se borraron los tiempos de la clasificación de la Q3.
En noviembre de 2010, fue condecorado con el Premio Ondas (junto con el equipo de La Sexta) por su cobertura en abierto para la Fórmula 1.
El 16 de febrero de 2012, se anunció que Antonio Lobato retransmitiría la temporada 2012 de Fórmula 1 junto con su equipo en Antena 3.
El 21 de febrero de 2014, el mismo Antonio Lobato en su cuenta de Twitter, confirmó que seguiría una temporada más al frente de las retransmisiones de Fórmula 1 en Antena 3. En el Gran Premio de Rusia de 2014 narró su carrera n° 200 
El 29 de noviembre de 2015, narró en televisión la que fue su última carrera de Fórmula 1 la n° 222 hasta entonces, en Antena 3 para tomarse un descanso de 2 años fuera del ámbito de las carreras en televisión.
En 2016 presentó el programa Desafía tu mente en La 1 de TVE.
Desde la temporada 2018 de Fórmula 1 el periodista vuelve a narrar los Grandes Premios en Movistar Fórmula 1.
Desde la temporada 2021 de Fórmula 1, DAZN llega a un acuerdo con Movistar para compartir los derechos de Fórmula 1. Tras esto, Movistar Fórmula 1 pasa a llamarse DAZN F1 y es allí donde sigue narrando los Grandes Premios. 
Además siguió con la presentación del programa Vamos sobre ruedas del canal #Vamosque finalizó en Movistar Plus+ en Noviembre de 2023 después de que DAZN arrebatase a Movistar la F1. 
Colabora en el portal digital valenciano SoyMotor junto a Cristóbal Rosaleny, donde analiza los Grandes Premios en su sección El Garaje de Lobato en la plataforma de YouTube.
Ha sido confirmado como comentarista en la edición española del videojuego de carreras F1 23 junto a su compañero en DAZN F1 Pedro de la Rosa.
En 2024 volvió a Antena 3 parar participar  en el concurso  Mask Singer: adivina quién canta, bajo la máscara de Churros.